# Почтальон Пэт (фильм)
Почтальон Пэт (англ. Postman Pat: The Movie) — британский полнометражный мультфильм 2014 года, предназначенный для детей дошкольного возраста от 2 до 6 лет.

## Сюжет
Почтальон Пэт сталкивается с темной стороной славы во время участия в национальном шоу талантов. Деньги, статус и новый костюм искушают Пэта, грозясь отлучить его от любящих друзей, семьи и родного города.

## В ролях
- Стивен Мэнгэн — "Почтальон Пэт" Клифтон и Пэтботы 3000
- Ронан Китинг — пение Почтальона Пэта и он сам
- Джим Бродбент — мистер Браун
- Руперт Гринт — Джош
- Дэвид Теннант — Уилф
- Дэн Хильдебранд — Тед Гленн
- Robin Atkin Downes — Саймон Каубелл
- Susan Duerden — Сара Клифтон
- Peter Woodward — Эдвин Карбанкл
- Sandra Teles — Джулиан
- Jane Carr — миссис Гоггинс
- Kieron Elliott — Майкл Лэм, служивец ССД (Служба Срочной Доставки)
- Julian Stone — коп Артур